# Aline Ferreira
Aline da Silva Ferreira (São Paulo, 18 de outubro de 1986) é uma lutadora brasileira de luta olímpica, sendo a primeira atleta do país a conquistar uma medalha em um mundial da modalidade.

## Carreira
Aline perdeu a seletiva para os Jogos Pan-Americanos de 2007 e depois, foi parar em uma equipe de Curitiba, com duração de dois anos. Na década de 2010 tornou-se atleta vitoriosa pelo Sesi-SP. Foi uma das representantes do país nos Jogos Pan-Americanos de 2011, em Guadalajara, no México, onde conquistou a medalha de prata, e no Pan de 2015, em Toronto, levando o bronze.
Em setembro de 2014, na cidade de Tashkent, no Uzbequistão, a atleta ficou com a prata na categoria olímpica até 75 kg. Ainda em 2014, a lutadora conquistou a medalha de ouro nos Jogos Sul-Americanos, no Mundial Militar e no Grand Prix de Paris.
Em 2015, alcançou seu 11ª título brasileiro de luta olímpica na categoria até 75 kg, ficou em terceiro lugar do Panamericano da modalidade no Chile e está atualmente no 8º lugar do ranking mundial.
Apesar de apontada como esperança de medalha na Olimpíada de 2016 no Rio de Janeiro, Aline perdeu nas quartas de final, e com a derrota de sua algoz na semifinal ficou também fora da repescagem.